# Khamis Esmaeel
Khamis Esmaeel (Dubai, 16 de agosto de 1989) é um futebolista profissional emiratense que atua como meia.

## Carreira
Khamis Esmaeel fez parte do elenco da Seleção Emiratense de Futebol da Olimpíadas de 2012.